# توبياس كاينز
توبياس كاينز (بالألمانية: Tobias Kainz)‏ (31 أكتوبر 1992 في النمسا - ) هو لاعب كرة قدم نمساوي في مركز الوسط. شارك مع منتخب النمسا تحت 17 سنة لكرة القدم ومنتخب النمسا تحت 18 سنة لكرة القدم ومنتخب النمسا تحت 19 سنة لكرة القدم ومنتخب النمسا تحت 20 سنة لكرة القدم ومنتخب النمسا تحت 21 سنة لكرة القدم ومنتخب النمسا لكرة القدم. أما مع النوادي، فقد لعب مع أوستريا فيينا وشتورم غراتس ونادي غروديغ ونادي هيرنفين و1. Wiener Neustädter SC ‏.

## وصلات خارجية
- توبياس كاينز على موقع قاعدة بيانات كرة القدم.إي يو (الإنجليزية)
- توبياس كاينز على موقع Soccerway.com (الإنجليزية)
- توبياس كاينز على موقع عالم كرة القدم.نت (الإنجليزية)